# La calle es su lugar
«La calle es su lugar» o también conocida como La calle es su lugar (Ana), es una canción perteneciente al  álbum homónimo de 1984 de la banda argentina GIT. Es la primera canción del lado B del Álbum. Fue escrita por el guitarrista Pablo Guyot.

## Letra e interpretación
La canción hace referencia a una mujer llamada Ana, que vive en la calle, que ejerce la prostitución y que también consume drogas (anfetaminas, tal como lo describe en el segundo verso).

## Música
La canción se inicia con los acordes: Si menor, La M, F#m, Mi menor y  F#m en los primeros dos versos. Luego en el estribillo, la secuencia de acordes cambia a La M, Sol/La M, Si menor y Re. En el verso en que dice  Ana, Ana, Ana puedes ser feliz igual, la  estructura armónica cambia a Si menor, Sol, Si menor y La. El solo de la canción esta en base de Si menor, al que Guyot le emplea un armónico  y luego un tapping.

## Créditos
- Alfredo Toth: voz principal y coros, bajo
- Pablo Guyot: guitarra eléctrica y coros
- Willy Iturri: batería y coros